# Nestani
Nestani (in greco Νεστάνη?, prima del 1927: Τσιπιανά Tsipiana) è un villaggio e una comunità nell'unità municipale di Mantineia, Arcadia, Grecia. È situato ai piedi della montagna Artemisio, a circa 700 m di altitudine. È stato sede dell'antico comune di Mantineia. La comunità di Nestani comprende anche il villaggio di Milea. Nestani è 11 km ad est di Kapsas, 13 km a sud-ovest di Lyrkeia (Argolis) e 14 km a nord-est di Tripoli. La Moreas Motorway (Corinto - Tripoli) passa ad ovest del villaggio.
Il monastero di Panagia Gorgoepikοos è situato sulla collina immediatamente a sud-est del villaggio. La Benedetta Madre di Dio è qui venerata e celebrata il 15 agosto. Tale edificio è datato intorno al 1740. Adesso è un monastero.

## Andamento della popolazione
| Anno | Popolazione |
| ---- | ----------- |
| 1981 | 1,131       |
| 1991 | 881         |
| 2001 | 778         |
| 2011 | 669         |

## Storia
Nestani è stato così nominato a causa dell'antico insediamento di Nestane, che era situato nel medesimo luogo. L'antica Nestane era un villaggio nel territorio del paese Mantineia. Filippo II di Macedonia si dice che abbia stabilito il suo campo in tale luogo. Le rovine dell'acropoli di Nestani e una sorgente intitolata a Filippo II, si trovano tuttora vicino all'attuale villaggio.
Il villaggio di Tsipiana, che si è sviluppato vicino alle antiche rovine di Nestane, è stato rinominato Nestani nel 1927.